# District de Haigang
Le district de Haigang (海港区 ; pinyin : Hǎigǎng Qū) est une subdivision administrative de la province du Hebei en Chine. Il est placé sous la juridiction de la ville-préfecture de Qinhuangdao.

## Économie
C'est dans le district de Haigang que se situe le port maritime de Qinhuangdao.